# Udo Rein

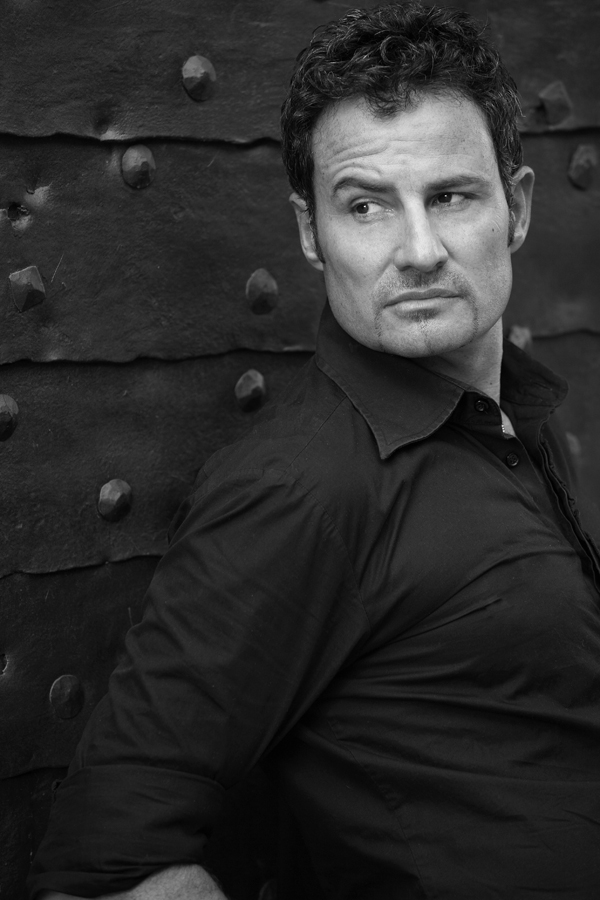
Udo Rein

Udo Rein (* 9. Oktober 1960 in Heidelberg) ist ein deutscher Künstler, der seit dem Jahr 2000 international in Filmkunst und Malerei engagiert ist.

## Leben
Udo Rein ist ein deutscher bildender Künstler, der international tätig ist. Er lebt und arbeitet seit den 2000er-Jahren überwiegend in München. Bereits in den 1980er und 1990er Jahren lebte Rein in den USA, wo er seine künstlerische Laufbahn begann und sich durch Projekte in Fotografie und Film sowie die Beteiligung an der dortigen Kunstszene prägte. In seiner frühen Schaffensphase trat er unter dem Künstleralias „Redo“ auf.
Rein fühlt sich insbesondere in der Technik seiner Arbeit mit Fotografie und Collage mit dem Stil von Robert Rauschenberg, Ray Johnson, Richard Hamilton und Mimmo Rotella verbunden. Seine Technik in der besonderen Verarbeitung als Collage auf Holzpanels war für ihn neu. Es handelt sich dabei um eine individuelle Ausdrucksweise, die aus der Erfahrung mit Pop und Street Art entspringt, Kunstrichtungen, die einen starken Einfluss auf Reins künstlerischen Werdegang hatten. An vielen Orten weltweit dokumentiert er mit Filmen soziale und kulturelle Kontraste. Diese Aufzeichnungen bilden das Ausgangsmaterial für die weitere künstlerische Verarbeitung.
Seine erste bedeutende Ausstellung fand 2002 in Verbindung mit dem Werkstatt Verlag München unter dem Thema Time Panels statt.

## Werke

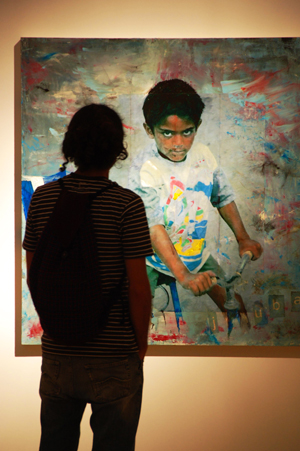
Exhibition Gazela

Soziale Kontraste sind ein Schwerpunkt in den Arbeiten von Udo Rein, früher alias Redo. Gegensätze werden einander gegenüber und in Frage gestellt.
Seine Arbeit beginnt mit der Beobachtung und filmischen Dokumentation, die oft das Ergebnis von wochen-, monate-, ja manchmal sogar jahrelanger Arbeit ist – wie im Fall der Serie EX.IT, einer Reproduktion von Bildern, die aus der Erforschung oftmals schon vergessener urbaner Situationen entspringen.
Von Filmen zu Standbildern und von diesen zu Collagen auf Holz. Seine TIME Panels, ursprünglich alle im Format 50 × 50 cm, aus Collagen von Titeln des Time Magazine gefertigt, waren die Idee und der Ursprung seiner heutigen Arbeit.
Mit Time 5min 5sec und Lost Paradise, zwei Dokumentationen über die Welt der Obdachlosen, der Clochards und Unangepassten und über deren Art, die Zeit zu verstehen, hat der Künstler zwei weitere Serien zum Thema Zeit entwickelt. Zu diesen Serien gehören drei Dokumentarfilme mit den dazugehörigen vier Video-Installationen und sechzehn Collagen in Öl- und Acryl-Farben auf Holz.
2004 entstand in Zusammenarbeit mit Cultural Affairs das international angelegte Kartenprojekt Heimweg (the way home) mit Künstlern wie Pipilotti Rist, Richard Long, Kasper König und Jonathan Gallan.
Ein anderes vom Künstler entwickeltes Projekt ist Why cant Afghani people smoke, eine dokumentarische Umsetzung der kriegerischen Auseinandersetzung in Afghanistan und der Problematik der Frauen dort. Weiter zu erwähnen ist das Projekt Exit Babel (Babylons Schatten), eine auf Dokumentation basierende surrealistische Umsetzung der Geschichte von John, eines Mit-Inhaftierten von Nelson Mandela, der heute Touristen auf der Gefängnisinsel Robben Island führt und so seine Vergangenheit aufarbeitet. Der Film wurde zum ersten Mal an der Bauhaus-Universität in Weimar im Rahmen des internationalen Projektes Babels Shade vorgestellt.
In Cuba, Chile und Argentinien – Madres de Plaza de Mayo – versucht der Künstler das unerklärte Verschwinden von Menschen, sei es wegen Völkerbewegungen, Naturkatastrophen, religiösen Hintergründen oder Vertreibung aufzugreifen. Die Gegenüberstellungen, die der Künstler wählt, um seine Ideen auszudrücken, könnten konträrer nicht sein: Cuba, Ibiza, Macht, Verfall, Regime, Diktatur, Lust, Energie, Fassade, Kraft, Angst, Krieg und Tod werden in ihren möglichen und vielfältigen Variationen als gesellschaftliche Dispositionen aufgezeigt. Die Wahrnehmung seiner Umgebung löst, wie der Künstler sagt, enorme Impulse in ihm aus und motiviert seine Dokumentationen, wie etwa Gazela, eine Aufarbeitung der in Auffanglagern in Belgrad lebenden Sinti und Roma.
Aus dem Dokumentarmaterial entstand zunächst eine künstlerische Filmversion, die der Künstler dann zu Film-Stills und Collagen weiterverarbeitete. In der Ausstellung wird der ganze Prozess gezeigt.
Udo Rein benutzt Film-Stills als Collagematerial für seine Malerei auf Holzpanels, für die er Öl- und Acryl-Farben verwendet.
Seine Arbeit ist von sozialkritischen Themen geprägt, wie in den Projekten mit Obdachlosen bei Hinz und Kunzt in Hamburg, den Townships in Südafrika oder das Leben der Obdachlosen in allen Teilen dieser Welt. Seit einigen Jahren arbeitet Udo Rein mit der Galerie Bhak, eine der führenden Galerien in Seoul (Südkorea) zusammen.
Kunstkritiker und Publizist Christian Jacobs beschreibt Udo Reins Arbeiten folgendermaßen:
„Udo Rein erlaubt auch diesmal wieder, den Blick auf das zu richten, wohin wir schauen könnten, sollten oder gar müssten: Lost Horizons.“
Der Kunstkritiker und Kurator Dr. Elmar Zorn hebt in seiner Analyse hervor:
„Die künstlerische Arbeit von Udo Rein zeichnet sich durch eine besondere Tiefenschärfe aus, die soziale Realitäten nicht nur dokumentiert, sondern künstlerisch reflektiert.“

## Wichtige Ausstellungen
- 2003 Art Forum Berlin, Werkstatt Verlag München, Berlin, Deutschland, Halle 23a/35[5]
- 2005 Art Cologne, Galerie Bhak Seoul (ROK), Köln, Deutschland[6]
- 2005/ 2006/ 2007/ 2008 KCAF-Hangaram Art Museum, Galerie Bhak, Seoul Arts Center, Seoul, South-Korea[7]
- 2006 Art Cologne, Galerie Bhak Seoul (ROK), Köln, Deutschland[8]
- 2009 Art Karlsruhe, Galerie Bhak, Seoul, Karlsruhe, Deutschland[9]
- 2011 Scope Art Basel, Lee galerie Berlin, Basel, Schweiz[10]
- 2012 Preview Berlin, Lee galerie Berlin, Berlin, Deutschland[11]
- 2012 Solo Exhibition „GAZELA“, Museum MART Museo di arte moderna e contemporanea di Trento e Rovereto - Biblioteca Civica G. Tartarotti, Rovereto, Italien[12]
- 2016 Context Art New York, LVBG Landesverband Berliner Galerien, Lee galerie Berlin, New York City, N.Y., USA[13] Seite 117 bzw. Seite 121
- 2018 Werk Gschwent Arte Forte 2018, Museo Forte Belvedere Lavarone, Trient, Italien[14]
- 2022 CREA Cantieri del Contemporaneo, Giudecca, Venedig, Italien, Einzelausstellung “Il Crepuscolo della Creatura”[15]
- 2023 Palazzo de Probizer a Isera, Italien, Einzelausstellung „Nel mondo della vita“[16]
- 2024 Ausstellung im Ahn Sang Chul Museum, Seoul, Südkorea.[17]
- 2024 Ausstellung in der Galerie Bhak, Seoul, Südkorea.[18]

## Wichtige Projekte
- 2004 Haus der Kunst, Art Projekt Heimweg, Cultural Affairs, München, Deutschland[19]
- 2007 Babylons Schatten (Babels Shade) ein international angelegte Kunstprojekt.

Mit den bekannten Kuratoren von „Curatorial Partners“ Elmar Zorn, Manfred Schneckenburger, David Galloway und Dieter Ronte.
Beginn Bauhaus-Universität Weimar
- 2008 Pasinger Fabrik, Thomas Linsmayer Kulturreferat München
- 2008/2009 Babels Shade-Babylons Schatten Pasinger Fabrik und das Buch mit der Stadt München, Druck Stadtverwaltung München 2008
- 2009 Gründung der Arbeitsgemeinschaft „Curatorial Partners“ mit u. a. David Galloway, Dieter Ronte, Manfred Schneckenburger, Philippe Daverio.

Entwicklung des Langzeitprojektes „Babylons Schatten“, mit dem Fotokünstler Kanjo Také und der Bauhaus-Universität Weimar. Konzipierung einer Großausstellung „Kunst und Wissenschaft“ für die
Akademie der Künste Berlin, gemeinsam mit dem Ausstellungsmacher Rolf Külz-Mackenzie und dem Künstler Wolfgang Petrick.
Zusammenarbeit mit Prof. Siegfried Bethke (Max-Planck-Institut für Physik München) und dem Künstler Jürgen Jaumann, Kitzbühel
Gedenkveranstaltung für Nicolas Economou in Zypern.
Ko-Kuratorenschaft der Kunstausstellung des Goethe-Instituts „Gemeinsam in Bewegung“ von deutschen und chinesischen Künstlern in Wuhan.
Eröffnung der Ausstellung „Kitzbühel zwischen Kunst und Wissenschaft“ in der Chapter 1 art gallery, zusammen mit Professor Siegfried Bethke (Direktor des Max-Planck-Instituts für Physik, München und des Cern, Genf).
Eröffnung der Ausstellung „Kairos“ von Karl Weibl mit Installationen und Tafelbildern im Haus der Fotografie, Burghausen.
Eröffnung der Ausstellung Babylons Schatten in der Pasinger Fabrik München mit Werken von Willi Bucher, Clemens Fürtler, Udo Rein
- 2010 Mitarbeit bei der Entwicklung eines „European Award for Pop Surrealismus & Urban Art“.

Teilnahme an der art KARLSRUHE mit „Babylons Schatten“ der Curatorial Partners, Präsentation von Bullinger, Fürtler, Mooslechner, Bucher /Kopp, Leidhold, Takè, Rein.
- 2014 Museo d’arte moderna e contemporanea di Trento e Rovereto Aufnahme in die Sammlung, Video-Installation GAZELA Udo Rein, Rovereto, Italy[21]
- 2014 Zentrum für Kunst und Medien Aufnahme in die Sammlung, Video-Installation, EXIT.BABEL Udo Rein, Karlsruhe, Deutschland[22]
- 2023 Aufnahme in die Sammlung des Werks Gazela 3 Museo d’arte moderna e contemporanea di Trento e Rovereto.[23]